# 永兴街道 (石门县)
永兴街道是中华人民共和国湖南省常德市石门县下辖的一个街道办事处。

## 行政区划
永兴街道下辖以下村级行政区划单位：
新厂社区、永固社区、刘家坪社区、杨二汊社区和双溪桥村。